# Kramer 5150
De Kramer 5150 is een gitaar van het merk Kramer. Het is gebaseerd op de zelfgebouwde gitaar van Eddie van Halen, de Frankenstrat. Hijzelf gebruikte deze gitaar ook.
De aanduiding 5150 werd vaker door Eddie Van Halen gebruikt, zo is het de naam van zijn opnamestudio, de naam van een album van zijn band Van Halen. Het getal 5150 is een code van de Californische politie voor een psychisch gestoord persoon.

## Specificaties
Body: Essen
Hals: Esdoorn
Brug: Floyd Rose
Elektronica: 1 potmeter; voor de volumeregeling
Element(en): 1 humbucker-element
Houtsoorten: Essen en Mahonie
Kleuren: Rood, wit en zwart